# Leichtathletik-Weltmeisterschaften 2019/Teilnehmer (Brasilien)
| Gelbes Symbol für Goldmedaillen mit stilisierten Olympischen Ringen | Graues Symbol für Silbermedaillen mit stilisierten Olympischen Ringen | Braundes Symbol für Bronzemedaillen mit stilisierten Olympischen Ringen |
| ------------------------------------------------------------------- | --------------------------------------------------------------------- | ----------------------------------------------------------------------- |
| —                                                                   | —                                                                     | —                                                                       |

Der Leichtathletikverband von Brasilien will an den Leichtathletik-Weltmeisterschaften 2019 in Doha teilnehmen. 43 Athletinnen und Athleten wurden Mitte September vom brasilianischen Verband nominiert.

## Ergebnisse

### Frauen

#### Laufdisziplinen
| Athletin | Disziplin    | Vorlauf | Vorlauf | Halbfinale | Halbfinale | Finale    | Finale |
| Athletin | Disziplin    | Zeit    | Platz   | Zeit       | Platz      | Zeit      | Platz  |
| --- | ------------ | ------- | ------- | ---------- | ---------- | --------- | ------ |
| Rosângela Santos | 100 m        | 11,32 s | 26      | DNQ        | DNQ        | –         | –      |
| Vitória Cristina Rosa | 100 m        | 11,41 s | 33      | DNQ        | DNQ        | –         | –      |
| Vitória Cristina Rosa | 200 m        | 23,81 s | 41      | DNQ        | DNQ        | –         | –      |
| Lorraine Martins | 200 m        | 23,56 s | 38      | DNQ        | DNQ        | –         | –      |
| Tiffani Marinho | 400 m        | 51,96 s | 24      | DNQ        | DNQ        | –         | –      |
| Andreia Hessel | Marathon     |         |         |            |            | 3:06:13 h | 36     |
| Valdilene dos Santos Silva | Marathon     |         |         |            |            | 2:59:00 h | 30     |
| Jessica Moreira | 400 m Hürden | 57,66 s | 34      | DNQ        | DNQ        | –         | –      |
| Érica de Sena | 20 km Gehen  |         |         |            |            | 1:33:36 h | 04     |
| Viviane Lyra | 20 km Gehen  |         |         |            |            | DNF       | DNF    |
| Elianay Pereira | 50 km Gehen  |         |         |            |            | 5:11:26 h | 16     |
| - Bruna Farias - Lorraine Martins - Vitória Cristina Rosa - Rosângela Santos nicht auf Startliste: - Ana Azevedo - Franciela Krasucki | 4 × 100 m    | DSQ V   | DSQ V   |            |            | –         | –      |

#### Sprung/Wurf
| Athletin              | Disziplin   | Qualifikation | Qualifikation | Finale     | Finale |
| Athletin              | Disziplin   | Weite/Höhe    | Platz         | Weite/Höhe | Platz  |
| --------------------- | ----------- | ------------- | ------------- | ---------- | ------ |
| Eliane Martins        | Weitsprung  | 06,50 m       | 15            | DNQ        | DNQ    |
| Geisa Arcanjo         | Kugelstoßen | 17,45 m       | 21            | DNQ        | DNQ    |
| Fernanda Martins      | Diskuswurf  | 62,33 m       | 10            | 62,44 m    | 6      |
| Laila Ferrer de Silva | Speerwurf   | 55,49 m       | 28            | DNQ        | DNQ    |

### Männer

#### Laufdisziplinen
| Athlet | Disziplin        | Vorlauf              | Vorlauf              | Halbfinale           | Halbfinale           | Finale               | Finale               |
| Athlet | Disziplin        | Zeit                 | Platz                | Zeit                 | Platz                | Zeit                 | Platz                |
| --- | ---------------- | -------------------- | -------------------- | -------------------- | -------------------- | -------------------- | -------------------- |
| Rodrigo do Nascimento | 100 m            | 10,25 s              | 30                   | DNQ                  | DNQ                  | –                    | –                    |
| Vitor Hugo dos Santos | 100 m            | 10,42 s              | 41                   | DNQ                  | DNQ                  | –                    | –                    |
| Paulo André de Oliveira | 100 m            | 10,11 s              | 09                   | 10,14 s              | 12                   | DNQ                  | DNQ                  |
| Paulo André de Oliveira | 200 m            | 20,75 s              | 36                   | DNQ                  | DNQ                  | –                    | –                    |
| Aldemir da Silva Júnior | 200 m            | 20,44 s              | 23                   | DNQ                  | DNQ                  | –                    | –                    |
| Lucas Carvalho | 400 m            | 46,01 s              | 27                   | DNQ                  | DNQ                  | –                    | –                    |
| Wellington Bezerra da Silva | Marathon         |                      |                      |                      |                      | 2:21:49 h            | 44                   |
| Vagner da Silva Noronha | Marathon         |                      |                      |                      |                      | 2:26:11 h            | 51                   |
| Paulo Roberto Paula | Marathon         |                      |                      |                      |                      | 2:15:09 h            | 19                   |
| Gabriel Constantino | 110 m Hürden     | DSQ V                | DSQ V                | –                    | –                    | –                    | –                    |
| Eduardo de Deus | 110 m Hürden     | 13,92 s              | 32                   | DNQ                  | DNQ                  | –                    | –                    |
| Alison dos Santos | 400 m Hürden     | 49,66 s              | 13                   | 48,35 s PB           | 2                    | 48,28 s PB           | 7                    |
| Márcio Teles | 400 m Hürden     | 51,02 s              | 32                   | DNQ                  | DNQ                  | –                    | –                    |
| Artur Terezan | 400 m Hürden     | 51,52 s SB           | 34                   | DNQ                  | DNQ                  | –                    | –                    |
| Altobeli da Silva | 5000 m           | nicht auf Startliste | nicht auf Startliste | nicht auf Startliste | nicht auf Startliste | nicht auf Startliste | nicht auf Startliste |
| Altobeli da Silva | 3000 m Hindernis | 8:25,34 min SB       | 21                   |                      |                      | DNQ                  | DNQ                  |
| Caio Bonfim | 20 km Gehen      |                      |                      |                      |                      | 1:31:32 h            | 13                   |
| Moacir Zimmermann | 20 km Gehen      |                      |                      |                      |                      | 1:44:16 h            | 39                   |
| - Rodrigo do Nascimento - Paulo André de Oliveira - Vitor Hugo dos Santos - Derick Silva nicht auf Startlisten: - Flavio Barbosa - Aldemir Junior | 4 × 100 m        | 37,90 s AR           | 6                    |                      |                      | 37,75 s AR           | 4                    |

#### Sprung/Wurf
| Athlet           | Disziplin      | Qualifikation | Qualifikation | Finale     | Finale |
| Athlet           | Disziplin      | Weite/Höhe    | Platz         | Weite/Höhe | Platz  |
| ---------------- | -------------- | ------------- | ------------- | ---------- | ------ |
| Thiago Braz      | Stabhochsprung | 5,75 m        | 04            | 5,70 m     | 05     |
| Augusto Dutra    | Stabhochsprung | 5,70 m        | 10            | 5,55 m     | 10     |
| Almir dos Santos | Dreisprung     | 16,92 m       | 08            | 15,01 m    | 12     |
| Alexsandro Melo  | Dreisprung     | 16,26 m       | 27            | DNQ        | DNQ    |
| Darlan Romani    | Kugelstoßen    | 21,69 m       | 02            | 22,53 m    | 04     |

### Mixed
| Athlet | Disziplin | Vorlauf        | Vorlauf | Halbfinale | Halbfinale | Finale      | Finale |
| Athlet | Disziplin | Zeit           | Platz   | Zeit       | Platz      | Zeit        | Platz  |
| --- | --------- | -------------- | ------- | ---------- | ---------- | ----------- | ------ |
| - Lucas Carvalho (m) - Tiffani Silva Marinho (w) - Geisa Coutinho (w) - Alexander Russo (m) (Finale) - Anderson Henriques (m) (Vorlauf) nicht auf Startlisten: - Maria de Sena (w) | 4 × 400 m | 3:16,12 min AR | 6       |            |            | 3:16,22 min | 8      |